# Gunzon de Novare
Gunzon de Novare est un ecclésiastique et écrivain religieux italien du Xe siècle.

## Biographie
Gunzon (ou Gonzone) de Novare est le nom attribué à l'auteur de deux lettres écrites en latin au Xe siècle: 
l'une, l'Epistola ad Attonem, adressée à Atton, évêque de Verceil, et l'autre, l'Epistola ad Augienses fratres, adressée en 965 aux moines de l'abbaye de Reichenau. Il n'est pas certain que l'auteur des lettres soit la même personne. Jusqu'au XIXe siècle, la critique pensait qu'il s'agissait de la même personne, jusqu'à ce que Francesco Novati distingue le clerc de la lettre à l'évêque Atton du rhéteur laïc de la lettre aux bénédictins de Reichenau, tandis que d'autres critiques affirmaient que ce dernier avait également un statut ecclésiastique.

## Œuvres
Epistola ad Attonem
L'« Epistola ad Attonem », qui est datée entre 924 et 960, est signée par un Gunzon qui se qualifie modestement de novariensis ecclesiae levitarum extimus, c'est-à-dire le dernier des lévites de l'église de Novare.
La lettre qu’il écrivit en qualité de diacre de l’Église de Novare est destinée à Atton, évêque de Verceil. Atton, qui avait une attention particulière à faire observer les canons dans tous les points, ayant consulté Gunzon sur l’affinité spirituelle par rapport au mariage, nommément entre le filleul et la fille du parrain, Gunzon se borna presque à lui transcrire le rescrit du pape Zacharie à Théodore, évêque de Pavie, sur le même sujet. C’est ce qui, avec un petit exorde et quelques lignes de sa façon à la fin du rescrit, forme sa réponse à Atton.
Epistola ad Augienses fratres

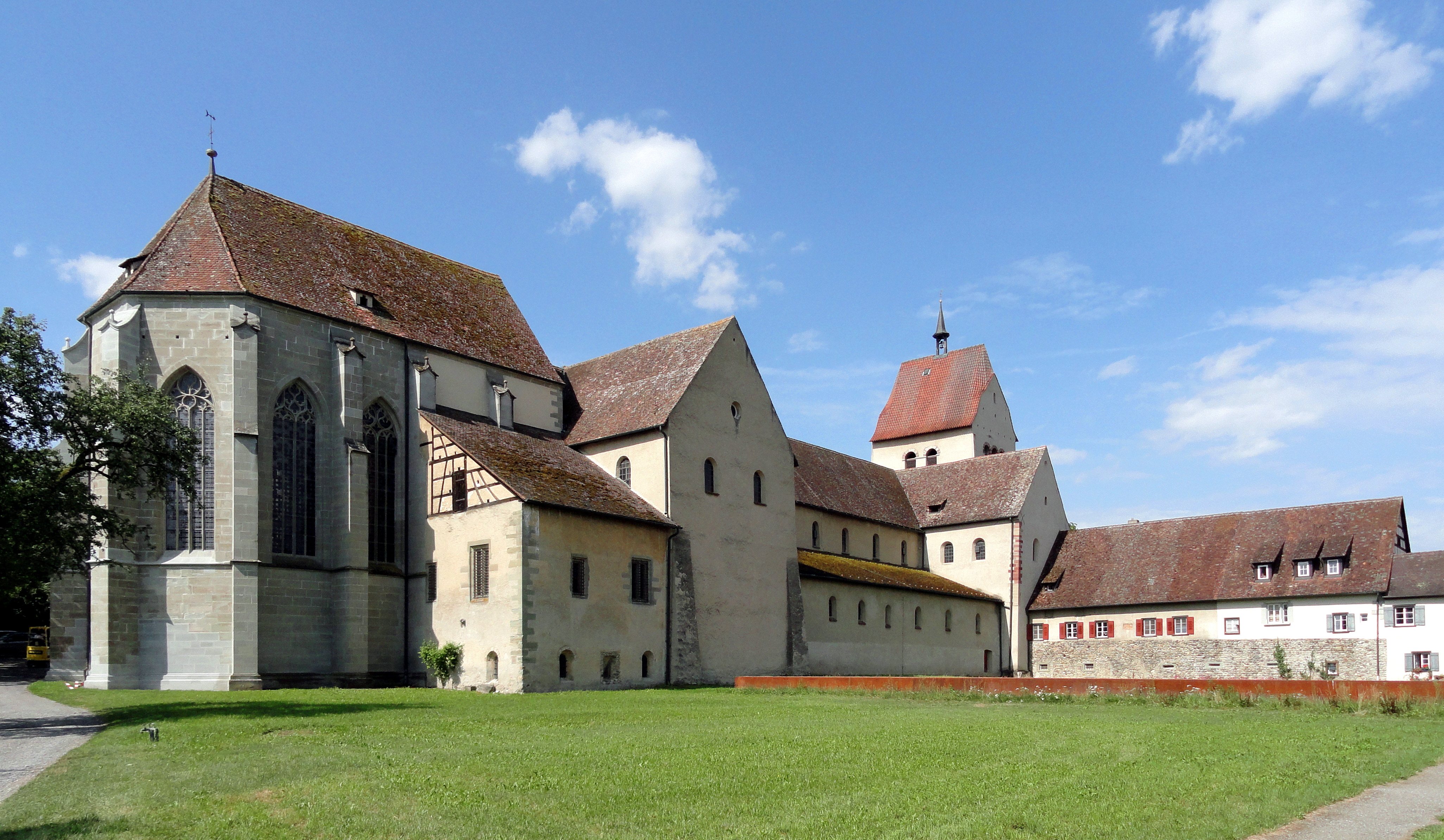
Abbaye de Reichenau

L’ouvrage principal de Gunzon dont nous ayons connaissance est une fort longue lettre aux moines de Reichenau, laquelle, par sa prolixité, et la variété des matières qui y sont discutées, mériterait mieux le nom de traité ou d’opuscule. Elle fut écrite à l’occasion et en conséquence de la faute contre la grammaire où était tombé l’auteur lors de son passage par Saint-Gall, et de la censure grossière qu’en fit Ekkehard. Elle suivit de près ce triste évènement ; et il paraît que Gunzon y mit la main dès qu’il fut arrivé dans les États d’Otton. On en a ainsi la véritable date, qui est entre l’année 954 el 960, avant que ce prince, qui est toujours qualifié roi, fût reconnu pour empereur.
Gunzon y est tout occupé à se venger de la censure peu mesurée qu’on avait faite de sa faute, et de l’insulte injurieuse qu’il avait reçue à celle occasion. Pour prendre une juste idée de son écrit, il faut le regarder tout à la fois et comme une satire des plus vives et des plus piquantes, et comme un riche morceau d’érudition, en égard au siècle qui l’a produit. C’est, à proprement parler, un tissu d’injures, mais d’injures, quoique souvent grossières, toujours accompagnées de quelque trait d’érudition. En général il y a de l’esprit, mais il n’y a point de cet esprit fin, délicat, enjoué qui donne tout le prix à ces sortes de pièces. La passion y est trop marquée, et presque tout y est dit avec autant d’arrogance et de présomption que de mépris et de grossièreté. Il y a même du puéril. Telle est la comparaison maligne qu’il établit entre Ekkehard, son censeur, et Achan, dont il est parlé dans Josué, comparaison sur laquelle il insiste néanmoins avec une certaine complaisance. Gunzon, sachant ce qu’il savait, pouvait se venger avec plus d’avantage en se vengeant avec plus de noblesse.
La faute de Gunzon consistait à avoir employé un accusatif où il fallait un ablatif. En conséquence, il entreprend de faire voir que, pour avoir fait cette faute dans le discours familier, il n’était pas moins bien instruit et de la grammaire et des belles-lettres. Après avoir prouvé, par un grand étalage de littérature tirée des anciens orateurs, poètes et historiens, que les meilleurs auteurs de la latinité ont employé un cas pour un autre tant en prose qu’en vers, il montre qu’on doit avoir moins d’égard à la lettre qu’au sens dans le discours. II passe ensuite à discourir sur presque toutes les sciences alors en usage, principalement sur les arts libéraux. Quoiqu’il l’exécute avec une ostentation trop marquée, toujours accompagnée d’injures et d’un mépris souverain pour son censeur, il faut avouer qu’il le fait en homme qui possède bien sa matière pour le temps. Il y parle non-seulement en grammairien, mais encore en physicien et en astronome. Au sujet de l’astronomie, il blâme avec raison Ekkehard de ce qu’il improuvait qu’on en fit un objet d’étude. En traitant cette matière, il propose une question fort pertinente, savoir si, lorsque Josué arrêta le cours du soleil, les autres astres et les planètes, s’arrêtèrent aussi. Il n’oublie pas la musique, dont il fait un fort bel éloge en peu de mots. Une marque sensible qu’il avait quelque goût et du discernement, c’est le peu de cas qu’il faisait de la poésie de son siècle. Il doutait tout de bon qu’il se trouvât alors quelqu’un capable de faire une pièce de vers qui méritât à juste titre le nom de poème.
Enfin, après avoir dit bien des injures, il en vient au précepte de prier pour ses ennemis. C’est ce qu’il fait lui-même par une prière à Dieu en trente-deux vers hexamètres, qui montrent qu’il s’était appliqué à la versification avec plus de fruit que presque tous les poètes de son temps. C’est par là qu’il finit son écrit, qui serait véritablement estimable s’il était dégagé des injures, des traits de mépris et des airs de vanité, de présomption et d’une fade suffisance dont il est bouffi. Du reste l’érudition y est semée à pleine main. On y compte les citations de plus de vingt auteurs : Homère, Platon, Aristote, Térence, Cicéron, Salluste, Stace, Horace, Virgile, Ovide, Perse, Juvénal, Lucain, Servius, Porphyre, Priscien, Donat, Boèce, Fabius Planciades Fulgentius. Entre les Pères de l'Église on ne trouve de cités que saint Jérôme et saint Grégoire le Grand.
Cet ouvrage était demeuré enseveli dans l’obscurité jusqu’à l’année 1724. Alors dom Martène et dom Durand le donnèrent au public sur un manuscrit de l’Abbaye de Saint-Amand, peut-être l’unique qui s’en trouve aujourd’hui